# Macrostylis longipes
Macrostylis longipes är en kräftdjursart som beskrevs av Hansen 1916. Macrostylis longipes ingår i släktet Macrostylis och familjen Macrostylidae. Inga underarter finns listade i Catalogue of Life.